# Istævonere
Istævonerne var en af de tre oprindelige folkegrupper af Vestgermanerne i det nuværende Tyskland ifølge Tacitus, sammen med herminonerne (inklusive sveberne) og ingævonerne). Istævoner var på Tacitus tid bosatte ved Rhinen ned til Neckar og frem til Weser. De beherskede den store grænseflods to bredder med undtagelse af Schwarzwald, hvor en svebisk stamme boede. Dette faktum gav dem dog ingen større magt efter som de, til trods for at de var i slægtsskab, ikke samarbejdede men levede i småstammer.
Istævoner mægtigste folkestamme var chatterne, og andre stammer var blandt andre sigambrere og tenkterere.